# Warburgiella subleptorrhyncha
Warburgiella subleptorrhyncha är en bladmossart som beskrevs av Brotherus 1925. Warburgiella subleptorrhyncha ingår i släktet Warburgiella och familjen Sematophyllaceae. Inga underarter finns listade i Catalogue of Life.